# Кубок Литви з футболу 1993—1994
Кубок Литви з футболу 1993—1994 — 5-й розіграш кубкового футбольного турніру в Литві. Титул вдруге поспіль здобув Жальгіріс (Вільнюс).

## Календар
| Раунд       | Дата                      | Матчі | Клуби   |
| ----------- | ------------------------- | ----- | ------- |
| 1/16 фіналу | 19 серпня - 6 жовтня 1993 | 32    | 32 → 16 |
| 1/8 фіналу  | 10-20 жовтня 1993         | 16    | 16 → 8  |
| 1/4 фіналу  | 7-14 листопада 1993       | 8     | 8 → 4   |
| 1/2 фіналу  | 2-7 червня 1994           | 4     | 4 → 2   |
| Фінал       | 12 червня 1994            | 1     | 2 → 1   |

## 1/16 фіналу
| Команда 1                         | Заг.    | Команда 2            | 1-й матч | 2-й матч |
| --------------------------------- | ------- | -------------------- | -------- | -------- |
| 19 серпня/2 вересня 1993          |         |                      |          |          |
| Хемікас (Кедайняй) (2)            | 3:1     | Сакалас (Шяуляй)     | 1:0      | 2:1      |
| Інтерас-АЕ (2)                    | 3:3 (ч) | Азотас (Йонава) (2)  | 3:1      | 0:2      |
| Утеніс (Утена) (3)                | -:+     | Арас                 | 2:5      | -:+      |
| Салантас (Салантай) (2)           | 1:11    | Панеріс              | 0:5      | 1:6      |
| Лєпснеле (Вільнюс) (-)            | -:+     | Мастіс (Тельшяй) (2) | 3:5      | -:+      |
| Вента (Куршенай) (3)              | 0:20    | РОМАР                | 0:8      | 0:12     |
| Муша (Укмерге) (2)                | 6:0     | Мінія (Кретинга) (2) | 4:0      | 2:0      |
| Банга (Гаргждай) (2)              | 0:3     | Банга (Каунас)       | 0:0      | 0:3      |
| Роботас (Плунге) (2)              | 0:3     | Таурас-Каршува       | 0:1      | 0:2      |
| Айдас (Паневежис) (2)             | -:+     | Сіріюс (Клайпеда)    | 0:2      | -:+      |
| Жерутіс (Радвілішкіс) (3)         | 0:9     | Гележиніс вілкас     | 0:3      | 0:6      |
| Витіс (Каунас) (2)                | 0:4     | Інкарас (Каунас)     | 0:2      | 0:2      |
| Вілкавішкіс (2)                   | -:+     | Снайге (Алітус) (2)  | 0:4      | -:+      |
| Андас-Полонія (Вільнюс) (2)       | 2:1     | Няріс (Вільнюс)      | 1:1      | 1:0      |
| 22 вересня/6 жовтня 1993          |         |                      |          |          |
| Цементінінкас (Науйої-Акмяне) (2) | 1:7     | Екранас              | 0:2      | 1:5      |
| Таурас (Шяуляй) (2)               | 1:12    | Жальгіріс (Вільнюс)  | 0:7      | 1:5      |

## 1/8 фіналу
| Команда 1                   | Заг.    | Команда 2              | 1-й матч | 2-й матч |
| --------------------------- | ------- | ---------------------- | -------- | -------- |
| 10/20 жовтня 1993           |         |                        |          |          |
| Снайге (Алітус) (2)         | 3:5     | Хемікас (Кедайняй) (2) | 1:2      | 2:3      |
| РОМАР                       | 3:1     | Таурас-Каршува         | 2:0      | 1:1      |
| Муша (Укмерге) (2)          | 1:1 (ч) | Гележиніс вілкас       | 1:1      | 0:0      |
| Андас-Полонія (Вільнюс) (2) | 0:7     | Банга (Каунас)         | 0:3      | 0:4      |
| Азотас (Йонава) (2)         | 1:3     | Панеріс                | 0:0      | 1:3      |
| Жальгіріс (Вільнюс)         | 17:1    | Мастіс (Тельшяй) (2)   | 10:0     | 7:1      |
| Екранас                     | 8:0     | Сіріюс (Клайпеда)      | 5:0      | 3:0      |
| Арас                        | 3:1     | Інкарас (Каунас)       | 2:0      | 1:1      |

## 1/4 фіналу
| Команда 1              | Заг. | Команда 2           | 1-й матч | 2-й матч |
| ---------------------- | ---- | ------------------- | -------- | -------- |
| 7/14 листопада 1993    |      |                     |          |          |
| Гележиніс вілкас       | 1:9  | Панеріс             | 0:7      | 1:2      |
| Хемікас (Кедайняй) (2) | 1:7  | Жальгіріс (Вільнюс) | 0:2      | 1:5      |
| 8/14 листопада 1993    |      |                     |          |          |
| Арас                   | 0:3  | Екранас             | 0:0      | 0:3      |
| Банга (Каунас)         | 0:5  | РОМАР               | 0:1      | 0:4      |

## 1/2 фіналу
| Команда 1       | Заг.         | Команда 2           | 1-й матч | 2-й матч |
| --------------- | ------------ | ------------------- | -------- | -------- |
| 2/6 червня 1994 |              |                     |          |          |
| РОМАР           | 1:1 пен. 3:4 | Жальгіріс (Вільнюс) | 1:0      | 0:1      |
| 3/7 червня 1994 |              |                     |          |          |
| Панеріс         | 1:2          | Екранас             | 0:1      | 1:1      |

## Фінал
| 12 червня 1994 |

| Жальгіріс (Вільнюс)                              | 4:2      | Екранас         |
| ------------------------------------------------ | -------- | --------------- |
| Мацюлявичюс 33', 68', 89' Прейкшайтис 54' (пен.) | Протокол | Шлекис 68', 89' |

| Стадіон імені С. Дарюса та С. Гіренаса, Каунас Глядачів: 5 500 Арбітр: Сергеюс Слива |